# بولون-سور-مر
بولون-سور-مر (به فرانسوی: Boulogne-sur-Mer) در شهرستان پا-دو-کاله در ناحیه نور-پا-دو-کاله با جمعیت ۴۳٬۳۱۰ نفر در کشور فرانسه واقع شده‌است

## خواهرخوانده
شهر فوکستون خواهرخواندهٔ بولوین-سور-مر است.